# 恐怖之屋

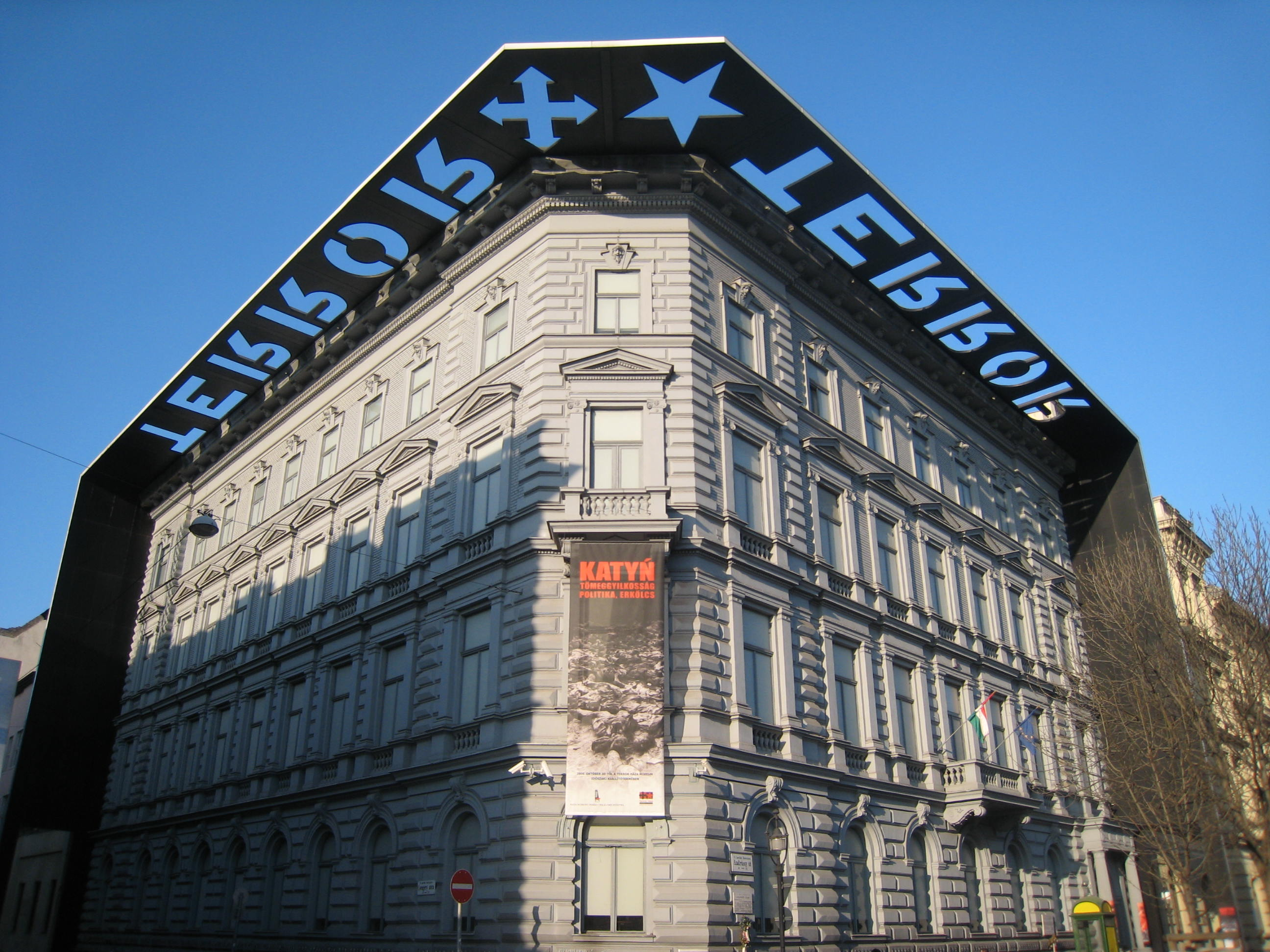
恐怖之屋

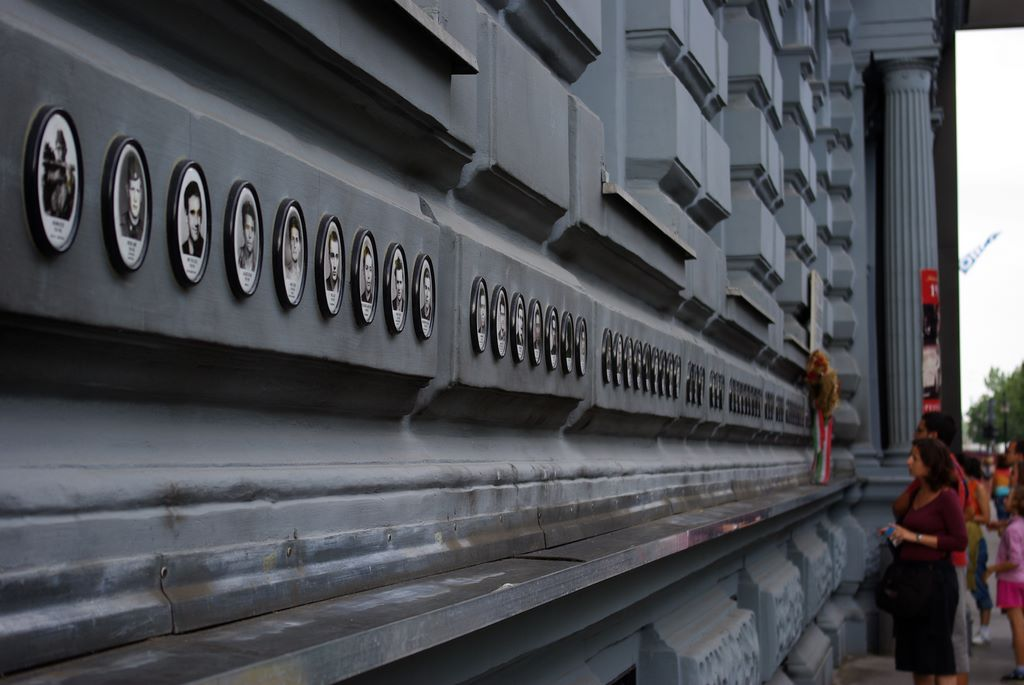
受害者

恐怖之屋（Terror Háza）是位于匈牙利首都布达佩斯的安德拉什大街60号的一座博物馆。它包含有关20世纪匈牙利的法西斯主义和匈牙利共产主义时期拉科西·马加什独裁政权和匈牙利十月事件前后相关（包括死难者）的展品，也是这些制度的受害者纪念碑，包括在这座建筑物内被拘留，审问，酷刑或遇难者。
博物馆于2002年2月24日开幕，总干事一直是玛丽施密特博士。

## 建筑
该建筑曾为箭十字党和国家保安局所用。
该博物馆建立于中间偏右的欧尔班政府时期。2000年12月，中欧和东欧历史与社会研究公共基金会购买了这座建筑，以建立一座博物馆，来纪念匈牙利历史上这两个血腥时期。
在为期一年的施工期间，这座建筑的内外完全翻修。建筑师是Attila F. Kovács。恐怖之屋的重建计划由建筑师亚诺什·桑多和卡尔曼Újszászy设计，外观为灰色，并镶有黑色外框，与安德拉什大街的其他建筑物形成鲜明对比。

## 常设展览

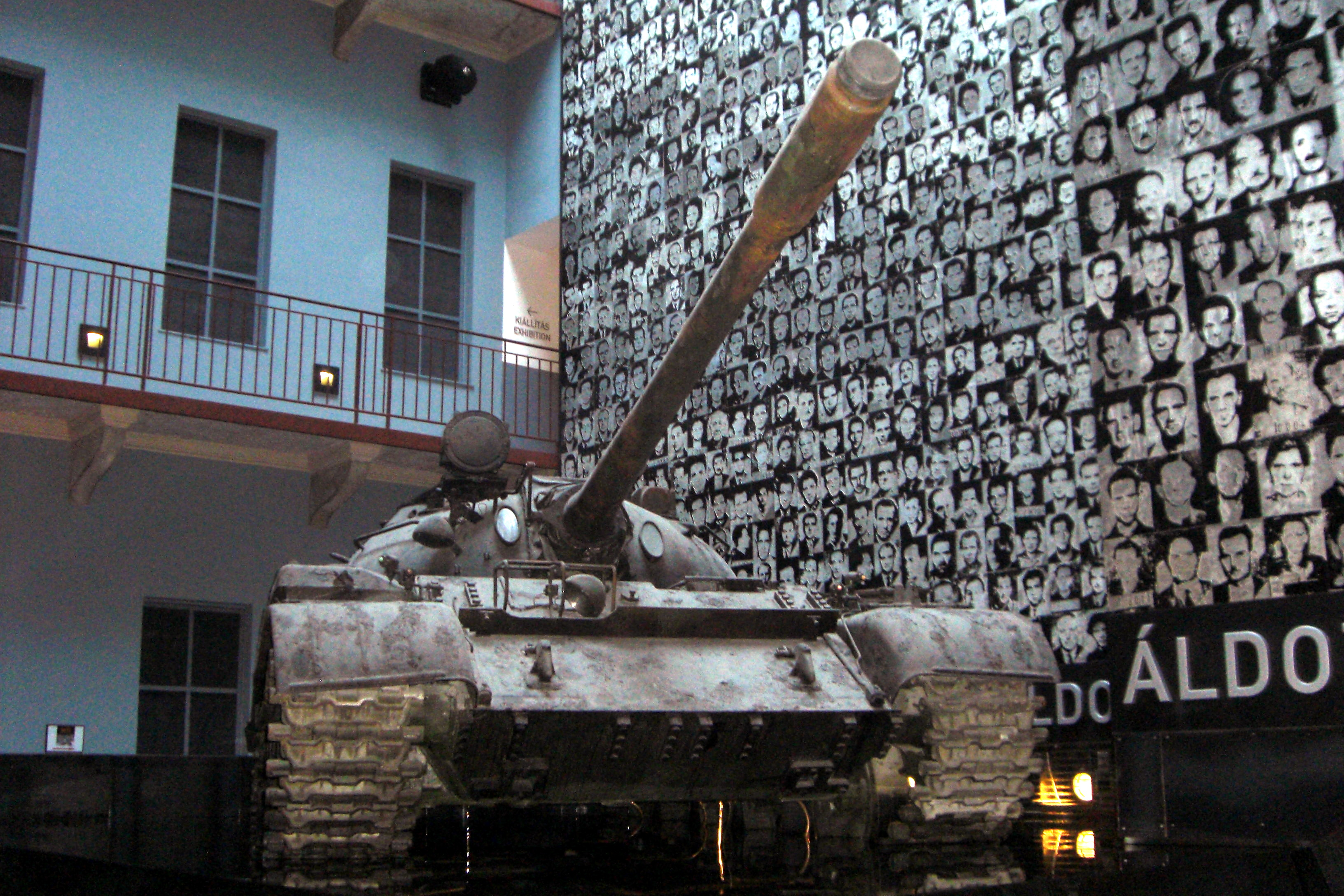
T-54坦克与匈牙利共产党政府受害者的照片

展览是关于斯大林主义和法西斯主义，包含有关与纳粹德国和苏联关系的资料，也包含有关匈牙利法西斯组织箭十字党和拉科西·马加什时代的国家保安局（类似苏联克格勃秘密警察）的展品 。部分展出设在地下室，游客在这里他们可以看到治安警察用来破碎囚犯意志的密室。 
大部分的资料和展品使用匈牙利语，但是每个房间都有个英语和匈牙利语的广泛的信息表。也可提供英语和德语的语音导览。
展览的背景音乐的是由Bonanza Banzai主唱和制作阿科什创作。
建筑物内不允许拍照或摄影。国际博物馆理事会的成员没有优惠价。

## 争议
有评论说，这个博物馆描绘太多匈牙利作为外国占领者的受害者，对于匈牙利人自身问题没有足够的认识。
大部分争议源于展览预期的政治倾向。有人说，博物馆是右翼团体的“政治噱头”，更多地是反映当代政治，而不是平衡的历史事实。对方认为这是来自社会党人的攻击，他们中许多人直到1989年都是共产党员。批评人士批评说，描绘共产主义政权恐怖的空间远超过描绘法西斯政权的空间。还有，展览开始于表现匈牙利遭受入侵，并在20世纪丧失了大量领土的视频，这是近年来匈牙利极右翼的流行主题。
对这些批评者的回答一般围绕以下事实：费伦茨·萨洛奇法西斯政权只持续数个月，而匈牙利共产党政权持续了40年。玛丽施密特认为这些辩论是出于政治动机的攻击。博物馆的捍卫者还指出，展览涉及的几人与自由民主联盟有关，如米克洛什鲍尔，是国会议员托马斯鲍尔的父亲。另外，伊万皮托的父母，1990年代初自由民主联盟的著名领导人，都是匈牙利国家保卫局间谍。
尽管如此，博物馆已成为热门的旅游景点，有许多积极的在线评论和大量游客数量，自2002年开放以来，每天的游客超过1000人。施密特回应对博物馆的政治性质的批评说：“在历史上有什么不涉及政治？”.